# 笠岡郵便局
笠岡郵便局（かさおかゆうびんきょく）は、岡山県笠岡市にある郵便局。民営化前の分類では集配普通郵便局であった。

## 概要
住所：〒714-8799 岡山県笠岡市四番町6-8

### 出張所（局外ATM）
民営化前は以下の場所に出張所としてATMを設置していた。現在も同じ場所にATMがあるが、管理はゆうちょ銀行広島支店となっている。
- 笠岡シーサイドモール内出張所

## 沿革
- 1872年（明治5年）旧1月 - 笠岡郵便取扱所として開設[1]。
- 1873年（明治6年）4月 - 笠岡郵便役所となる。
- 1875年（明治8年）1月1日 - 笠岡郵便局（二等）となる。翌日から為替取扱を開始。
- 1879年（明治12年）4月 - 貯金取扱を開始。
- 1893年（明治26年）2月1日 - 笠岡郵便電信局となる。
- 1903年（明治36年）4月1日 - 通信官署官制の施行に伴い笠岡郵便局となる。
- 1956年（昭和31年）11月 - 局舎新築落成。
- 1956年（昭和31年）12月1日 - 電話通話および和文電報受付事務の取扱を開始[2]。
- 1979年（昭和54年）11月26日 - 笠岡市笠岡から同市四番町に移転。
- 1981年（昭和56年）7月20日 - 神島郵便局から集配業務の全部を、ならびに小田郵便局から集配業務の一部[3]を移管。
- 1998年（平成10年）9月1日 - 外国通貨の両替および旅行小切手の売買に関する業務取扱を開始。
- 2007年（平成19年）10月1日 - 民営化に伴い、併設された郵便事業笠岡支店に一部業務を移管。
- 2012年（平成24年）10月1日 - 日本郵便株式会社発足に伴い、郵便事業笠岡支店を笠岡郵便局に統合。
- 2018年（平成30年）3月12日 - 里庄郵便局から集配業務を移管。

## 取扱内容
- 郵便、印紙、ゆうパック、内容証明
- 貯金、為替、振替、振込、国際送金、国債、投資信託
- 生命保険、バイク自賠責保険、自動車保険
- ゆうちょ銀行ATM
- 北木島、大飛島、小飛島を除く笠岡市内全域（〒714-00xx、714-85xx、714-86xx、714-87xx）、浅口郡里庄町内全域（〒719-03xx）の集配業務
- ゆうゆう窓口

## 周辺
- 笠岡市民会館
- 笠岡警察署
- 笠岡市立竹喬美術館

## アクセス
- JR山陽本線 笠岡駅から徒歩約19分
- 井笠鉄道バス 笠岡郵便局前停留所下車
- 山陽自動車道 笠岡ICから南へ約5km
- 国道2号 四番町交差点を南に折れてすぐ
- 駐車場あり：15台